# Kallun
Kallun er dyreindvolde generelt eller specifikt den fjerde og sidste mave på en drøvtygger.
Kallun er en god kilde til protein, fedt og vigtige bakterier. Det er maven, som vilde hunde og ulve først æder på deres byttedyr.
I Tyrkiet er kallunsuppe (İşkembe Çorbası) en nationalret,[kilde mangler] ligesom en af nationalretterne i Rumænien er ciorba de burta ( "mavesuppe").[kilde mangler]
I Sydeuropa (særlig i Frankrig, Spanien og Italien) er kallun fortsat populært og sælges i de fleste supermarkeder. I Frankrig er retten tripes à la mode de Caen populær og kallun serveres ofte i spanien som tapas callos a la madrileña. Kallun var tidligere populært i Storbritannien, men populariten har været stærkt faldende de senere år.  Den skotske nationalret haggis består af hakket indmad i en mave (kallun), der dog ikke spises. I Østeuropa spises ligeledes kallunsuppe, og der serveres retter med kallun.
I Danmark spises sjældent kallun. Kallun anvendes i dag i Danmark som ingrediens i hundefoder.[kilde mangler]